# نادي السفاري
نادي السفاري (بالإنجليزية: Safari club)‏ هو تحالف أجهزة استخبارات، واختيرت القاهرة مقراً للمركز، وتحديد موعد بناء المركز في 1 سبتمبر 1976. تشكل النادي في فترة الحرب الباردة عام 1976، لقتال الشيوعيين في قارة أفريقيا. أعضاؤه الرسميون كانوا إيران، ومصر، والمملكة العربية السعودية والمغرب، وفرنسا، والتحالف لديه اتصالات وعلاقات بالولايات المتحدة. قام النادي بعملية تدخل عسكرية ناجحة في زائير رداً على الغزو من أنغولا. كما زود النادي الصومال بالسلاح في حرب أوغادين ضد إثيوپيا. كما قام النادي بأنشطة دبلوماسية سرية لمكافحة الشيوعية في أفريقيا، وينسب للنادي الفضل في بدء عملية السلام بين إسرائيل ومصر التي أسفرت عن معاهدة السلام المصرية الإسرائيلية في عام 1979.
يضم التحالف الاستخبارات العامة السعودية، والمخابرات العامة المصرية، ومنظمة الاستخبارات والأمن الوطنية الإيرانية، مديرية مراقبة التراب الوطني المغربية، ومصلحة المخابرات الخارجية الفرنسية. وقام ألكساندر مارانش مدير مصلحة المخابرات الخارجية الفرنسية بمراسلة أربع دول أخرى وجميعهن رفضن الاشتراك. ومن بين الدول التي تمت مراسلتها الجزائر لكن الرئيس هواري بو مدين لم يستجب للمحاولة ورفضها.

## المنظمة

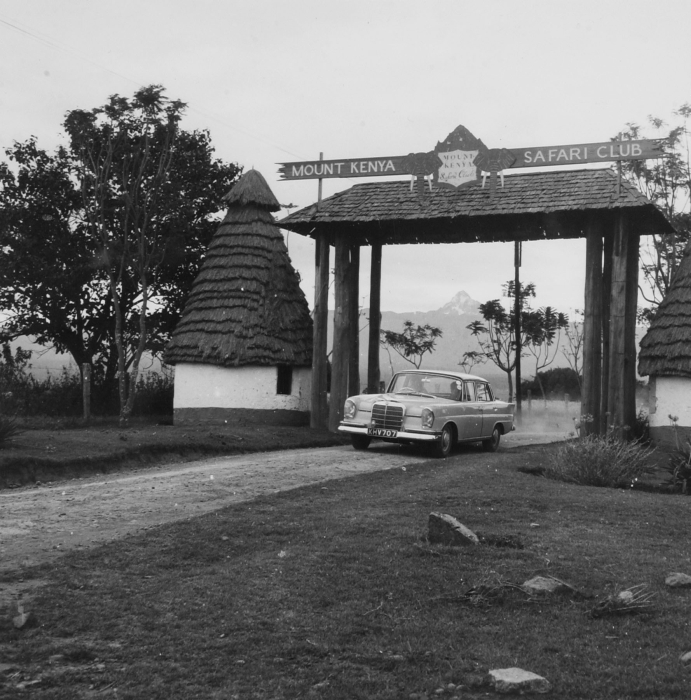
نادي سفاري في جبل كنيا، الذي أخذ منه التحالف المناهض للشيوعية اسمه.

التقت المجموعة لأول مرة في عام 1976. الميثاق الأصلي تم توقيعه في 1976، من قبل زعماء ورؤوساء أجهزة إستخابرات البلدان الخمس،
وهم: ألكسندر دي مارنش مدير مصلحة المخابرات الخارجية الفرنسية، وكمال أدهم رئيس الاستخبارات العامة السعودية، وأشرف مروان رئيس المخابرات العامة المصرية، وأحمد الدليمي مدير مديرية مراقبة التراب الوطني المغربي، وقائد الجيش المغربي، ونعمت الله نصيري رئيس منظمة الاستخبارات والأمن الوطنية الإيرانية. وقد جاء في مقدمة نص الاتفاق الذي وجدت نسخة منه في أرشيف منظمة الاستخبارات والأمن الوطنية الإيرانية، مايلي:
| نادي السفاري | لقد أثبتت الأحداث الأخيرة في أنغولا وفي الأجزاء الأخرى من أفريقيا، أن القارة ستكون مسرحاً للحروب الثورية التي يحرض عليها ويديرها الاتحاد السوفييتي، الذي يقوم باستغلال الأفراد والتنظيمات التي تتحكم فيها الإيديولوجية الماركسية أو يتعاطفون معها. | نادي السفاري |

تم تسمية التحالف ب"نادي السفاري" ويقول محمد حسنين هيكل هيكل:"أنه بعد الاجتماع الأول الذي تم في المملكة العربية السعودية ظهر إلى الوجود ما أطلق عليه (نادي السفاري)، وقد اختير هذا الاسم لأنه بدا للمشاركين في الاجتماع أن له نكهة خاصة تتلاءم مع روح أفريقيا وعالم المغامرات. ويعتقد أنها التسمية فكرة ألكسندر دي مارنش. ويدير النادي تاجر الأسلحة السعودي عدنان خاشقجي، وهو أيضا صديق للإستخبارات العامة السعودية.
ولذلك الغرض من إنشاء النادي لمعارضة النفوذ السوفياتي، والخطر الشيوعي. وتحدثت الاتفاقية بعد ذلك في أساليب وطرق وقف التهديد السوفياتي. والخطر الشيوعي، مؤكدة أن مشروع التصدي لابد أن يكون عالمياً في مفهومه، يتبعه مركز للعمليات مؤهل لتقييم مجريات الأمور في أفريقيا، والتعرف على مناطق الخطر، والتوجيه بطرق وأساليب التعامل معها. ويضم المركز ثلاثة أقسام هي: قسم للسكرتاريا لمتابعة الشؤون الجارية وقسم للتخطيط وقسم للعمليات. بينما تكفلت فرنسا بتزويد المركز بالمعدات الفنية للاتصالات والأمن. وقد أعد للنادي مركز للاتصالات بباريس، ضم قاعة اجتماعات سرية ومركز اتصال دولي أسفل مطعم فاخر من مطاعم الدرجة الأولى، لكي يكون ستاراً لدخول وخروج الشخصيات المهمة بحرية وأمان. وعقد التحالف عدة اجتماعات في السعودية، وباريس وكذلك في مقر المركز بالقاهرة. وقد أنفقت مبالغ طائلة للحصول على مبنى المركز وملحقات له وفي إقامة شركات واجهة (للتمويه)، وفي تركيب الخطوط الساخنة والأجهزة الحساسة الأخرى وغير ذلك من وسائل التقنية.
كما عملت غرفة تجارة وصناعة البحرين كآلية لجمع المعلومات الاستخبارية بفضل اتصالاتها الواسعة مع المنظمات السرية في جميع أنحاء العالم. واضاف «لقد ابتكروا مع بوش ورؤساء اجهزة استخبارات أخرى خطة بدت جيدة جدا لدرجة يصعب تصديقها. سيطلب البنك أعمال كل منظمة إرهابية ومتمردة وسرية كبرى في العالم. سيتم توزيع المعلومات الاستخباراتية التي لا تقدر بثمن والتي تم الحصول عليها على هذا النحو بتكتم على» أصدقاء«غرفة تجارة وصناعة البحرين».

### بنك الاعتماد والتجارة الدولي
احتاج نادي السفاري إلى شبكة بنوك لتمويل عمليات الاستخبارات. وبمباركة رسمية من جورج هربرت بوش كرئيس لوكالة الاستخبارات الأميركية قام رئيس الاستخبارات العامة السعودية كمال ادهم بتحويل بنك تجاري باكستاني صغير هو بنك الاعتماد والتجارة الدولي إلى مكينة تبييض اموال بشراء بنوك حول العالم لخلق أكبر شبكة اموال سرية في التاريخ. أيضا خدم بنك الاعتماد والتجارة الدولي بعمليات جمع المعلومات الاستخبارية بحكم اتصالاته المكثفة مع التنظيمات السرية في جميع أنحاء العالم.

### مشاركة الولايات المتحدة
لم تكن الولايات المتحدة عضوًا رسميًا في المجموعة، لكنها شاركت إلى حد ما، لا سيما من خلال وكالة المخابرات المركزية التابعة لها. يعود الفضل إلى هنري كيسنجر في الإستراتيجية الأمريكية لدعم نادي السفاري ضمنيًا - السماح له بتحقيق الأهداف الأمريكية بالوكالة دون المخاطرة بالمسؤولية المباشرة. أصبحت هذه الوظيفة مهمة بشكل خاص بعد أن أصدر الكونجرس الأمريكي قرار سلطات الحرب في عام 1973 وتعديل كلارك في عام 1976، كرد فعل ضد الأعمال العسكرية السرية التي تم تنظيمها داخل الفرع التنفيذي للحكومة.
أحد العوامل المهمة في طبيعة التدخل الأمريكي يتعلق بتغيير التصورات المحلية عن وكالة المخابرات المركزية وسرية الحكومة. بدأت لجنة روكفلر ولجنة الكنيسة مؤخرًا تحقيقات كشفت عقودًا من العمليات غير القانونية التي قامت بها وكالة المخابرات المركزية ومكتب التحقيقات الفيدرالي. وجهت فضيحة ووترغيت انتباه وسائل الإعلام إلى هذه العمليات السرية التي كانت بمثابة سبب مباشر لهذه التحقيقات الجارية. ناقش جيمي كارتر المخاوف العامة بشأن السرية في حملته، وعندما تولى منصبه في يناير 1977، حاول تقليص نطاق العمليات السرية لوكالة المخابرات المركزية. في خطاب ألقاه عام 2002 في جامعة جورجتاون، وصف الأمير تركي من جهاز المخابرات السعودية الوضع على النحو التالي:

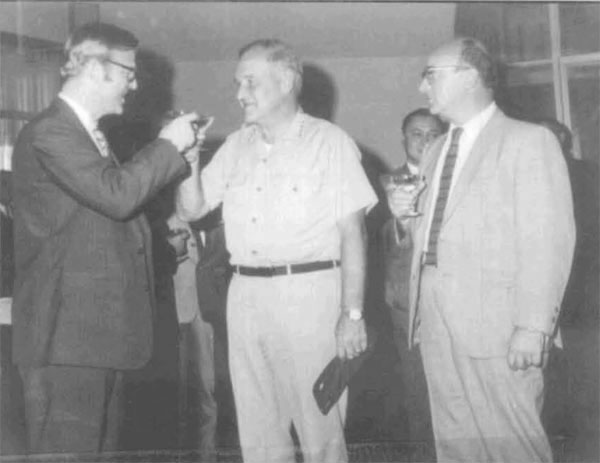
كان ثيودور "تيد" شاكلي (إلى اليسار) أحد كبار مسؤولي وكالة المخابرات المركزية في نادي سفاري

في عام 1976، بعد أن حدثت مسائل ووترغيت هنا، تم تقييد مجتمع استخباراتك حرفياً من قبل الكونجرس. لم يستطع فعل أي شيء. لا يمكنها إرسال جواسيس، ولا تستطيع كتابة تقارير، ولا تستطيع دفع المال. ولتعويض ذلك، اجتمعت مجموعة من الدول على أمل محاربة الشيوعية وأنشأت ما كان يسمى نادي السفاري. وضم نادي السفاري فرنسا ومصر والسعودية والمغرب وإيران. كان الهدف الرئيسي لهذا النادي هو تبادل المعلومات مع بعضنا البعض ومساعدة بعضنا البعض في مواجهة النفوذ السوفيتي في جميع أنحاء العالم، وخاصة في إفريقيا.
بينما كان نادي السفاري يبدأ عملياته، كان مدير وكالة المخابرات المركزية السابق ريتشارد هيلمز ووكيلها ثيودور «تيد» شاكلي يخضعان للتدقيق من الكونجرس ويخشى أن يتم الكشف عن عمليات سرية جديدة بسرعة. صنف بيتر ديل سكوت نادي السفاري على أنه جزء من «وكالة المخابرات المركزية الثانية» - امتدادًا لمدى وصول المنظمة الذي تحتفظ به مجموعة مستقلة من العملاء الرئيسيين. وهكذا، حتى عندما حاول مدير وكالة المخابرات المركزية الجديد لكارتر، ستانسفيلد تيرنر، تقييد نطاق عمليات الوكالة، حافظ شاكلي ونائبه توماس كلاينز والوكيل إدوين ب.ويلسون سرًا على اتصالاتهم مع نادي سفاري وغرفة التجارة والصناعة.  

## العمليات

### حرب شابا الأولى
استخدم نادي سفاري تقسيمًا غير رسمي للعمل في إدارة عملياته العالمية. قدمت المملكة العربية السعودية الأموال، وقدمت فرنسا التكنولوجيا المتطورة، وقدمت مصر والمغرب الأسلحة والقوات.   ينسق نادي السفاري عادة مع وكالات المخابرات الأمريكية والإسرائيلية. 

### نادي سفاري لأول مرة: محافظة شبعا في زائير

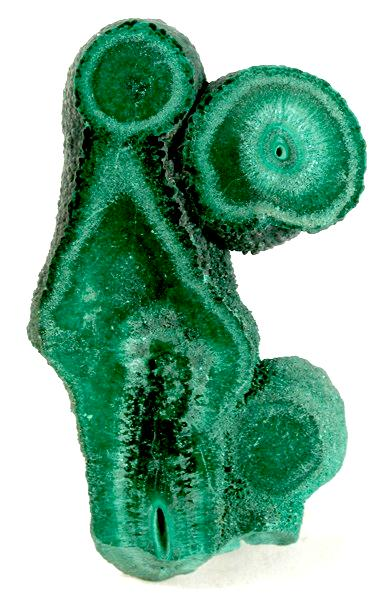
الملكيت من كولويزي في محافظة شبعا، تمت إعادة تسمية المقاطعة من قبل موبوتو في عام 1972 وهي غنية بالنحاس والكوبالت والراديوم واليورانيوم (شينكولوبوي).

جاء أول عمل لنادي السفاري في مارس - أبريل 1977، رداً على صراع شابا 1 في زائير بعد دعوة لتقديم الدعم لحماية التعدين في فرنسا وبلجيكا. استجاب نادي السفاري وجاء لمساعدة زائير - بقيادة موبوتو المدعوم من الغرب والمناهض للشيوعية - في صد غزو من قبل جبهة التحرير الوطني للكونغو (FNLC). قامت فرنسا بنقل القوات المغربية والمصرية جواً إلى محافظة شبعا ونجحت في صد المهاجمين. كما قدمت بلجيكا والولايات المتحدة دعما ماديا. خدم نزاع شبعا كواجهة في الحرب الأهلية الأنغولية وساعد أيضًا في الدفاع عن مصالح التعدين الفرنسية والبلجيكية في الكونغو.
قدم نادي السفاري في النهاية 5 ملايين دولار أمريكي كمساعدة للاتحاد الوطني من أجل الاستقلال التام لأنغولا (يونيتا) بقيادة جوناس سافيمبي. 

### معاهدة السلام الإسرائيلية المصرية
ساعدت المجموعة في التوسط في المحادثات بين مصر وإسرائيل، مما أدى إلى زيارة السادات للقدس عام 1977، واتفاقيات كامب ديفيد عام 1978، ومعاهدة السلام المصرية الإسرائيلية عام 1979. بدأت هذه العملية بنقل عضو مغربي في نادي السفاري شخصيًا رسالة من إسحاق رابين إلى السادات (وبحسب ما ورد حذره من مؤامرة اغتيال ليبية)؛ وأعقبت هذه الرسالة محادثات سرية في المغرب - أشرف عليها الملك الحسن الثاني - مع الجنرال الإسرائيلي موشيه ديان ومدير الموساد يتسحاق هوفي وعميل المخابرات المصرية حسن التهامي.   مباشرة بعد أن أخبر مدير وكالة المخابرات المركزية ستانسفيلد تورنر وفدًا إسرائيليًا أن وكالة المخابرات المركزية لم تعد تقدم خدمات خاصة لإسرائيل، اتصل شاكلي (الذي ظل نشطًا في نادي سفاري) بالموساد وقدم نفسه على أنه جهة اتصالهم بوكالة المخابرات المركزية.

### إثيوبيا والصومال

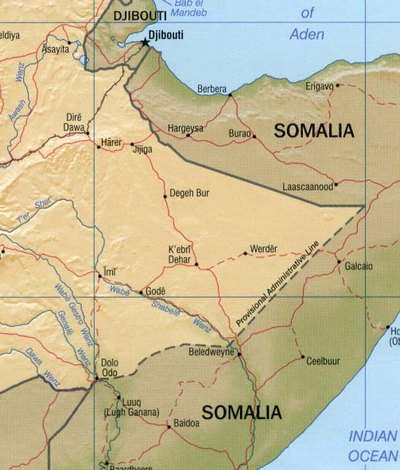
خريطة تبين إقليم أوجادين الذي تحتله إثيوبيا من الصومال

ساند نادي سفاري الصومال في حرب الأوجادين (1977–1978) ضد إثيوبيا بعد أن انضمت كل من كوبا والاتحاد السوفيتي إلى جانب إثيوبيا. وقد نشب النزاع حين حاولت إثيوبيا استعادة إقليم أوجادين، ذا الأغلبية من العرق الصومالي، من إثيوبيا. قبل الحرب، كان الاتحاد السوفيتي يساند البلدين عسكرياً. بعد الفشل في التفاوض لوقف اطلاق النار، تدخل الاتحاد السوفيتي للدفاع عن إثيوبيا. القوات الإثيوبية المدعومة سوفيتياً—والتي يؤازرها أكثر من عشرة آلاف جندي كوبي وأكثر من ألف مستشار عسكري، ونحو 1 بليون دولار من العتاد السوفيتي—هزمت الجيش الصومالي وهددت بهجوم مضاد. اتصل نادي سفاري بالزعيم الصومالي سياد بري وعرض عليه السلاح مقابل التخلي عن الاتحاد السوفيتي. وافق بري، ودفعت السعودية لمصر 75 مليون دولار لأسلحتها السوفيتية القديمة. وقامت إيران بإمداد الصومال بأسلحة قديمة قيل أنها ضمت إم-48 باتون من الولايات المتحدة.

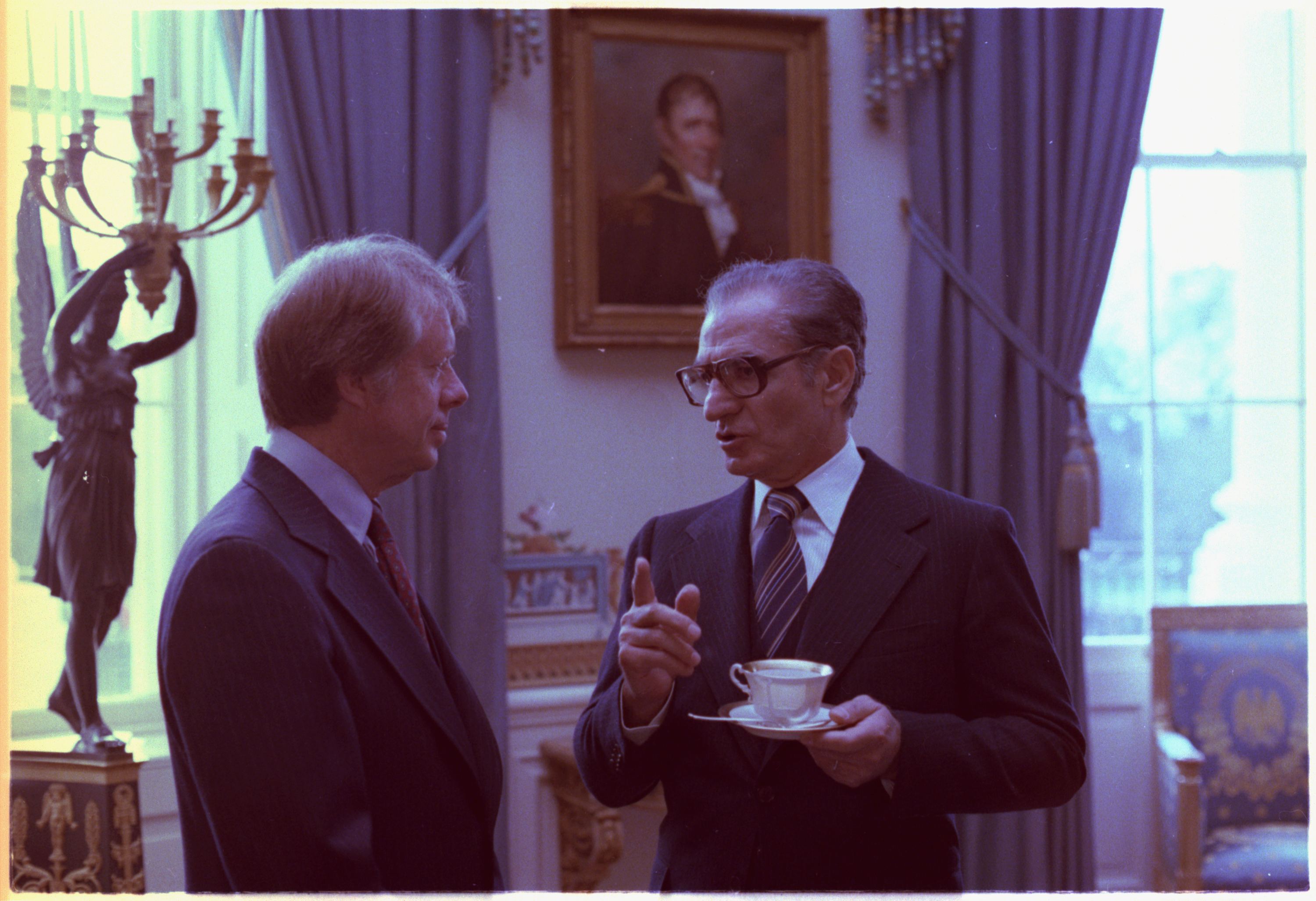
الرئيس جيمي كارتر وشاه إيران في البيت الأبيض، 15 نوفمبر 1977.

أحداث الصومال تسببت في شقاق واضح بين السياسيات الرسمية للولايات المتحدة ونادي سفاري. بعد إبرام الصفقة، ألحت إيران على الولايات المتحدة أن تدعم رسمياً الصومال. فوافق مستشار الأمن القومي زبغنيو بريجينسكي، وطلب من الرئيس جيمي كارتر أن يرسل حاملات طائرات بهدف المشاركة الجدية في صد الاتحاد السوفيتي؛ سايرس فانس، وزير الخارجية، ماطل في موضوع شحنات السلاح الأمريكية. وقد انزعج كارتر مما رآه عدائية غير متوقعة من جانب الصومال، فقرر ألا يدعم الصومال علناً، وأجبر شاه إيران على تبليغ الرسالة من كارتر ومفادها «يا أيها الصوماليين، إنكم تهددون بقلب موازين القوى في العالم.» ولكن في 22 أغسطس 1980، أعلنت وزارة خارجية كارتر خطة واسعة لتنمية قدرات الصومال العسكرية، بما في ذلك إنشاء قاعدة بالإضافة إلى معونات اقتصادية وعسكرية للجيش الصومالي. هذه السياسة استمرت فيها إدارة ريگان.

### تسليح وتمويل المجاهدين
أعضاء نادي سفاري، غرفة التجارة والصناعة، والولايات المتحدة تعاونوا في تسليح وتمويل المجاهدين الأفغان لمعارضة الاتحاد السوفيتي. كان جوهر هذه الخطة هو اتفاق بين الولايات المتحدة والمملكة العربية السعودية لمضاهاة بعضهما البعض في تمويل المقاومة الأفغانية للاتحاد السوفيتي. مثل الدعم العسكري للصومال، بدأت هذه السياسة في عام 1980 واستمرت في إدارة ريغان.

## مزيد من التطورات
لم يستطع نادي السفاري الاستمرار كما كان عندما قامت الثورة الإيرانية 1978-1979 بتحييد الشاه كحليف.  ومع ذلك، استمرت الترتيبات بين القوى المتبقية على نفس المسار. ويليام كيسي، مدير حملة رونالد ريغان، خلف تيرنر في منصب مدير وكالة المخابرات المركزية. تولى كيسي المسؤولية الشخصية عن الحفاظ على الاتصالات مع المخابرات السعودية، والاجتماع شهريًا مع كمال أدهم ثم الأمير تركي.  بعض الجهات الفاعلة نفسها ارتبطت لاحقًا بقضية إيران كونترا.